# Melanonaclia perplexa
Melanonaclia perplexa là một loài bướm đêm thuộc phân họ Arctiinae, họ Erebidae.